# Haworthiopsis glauca var. herrei
Haworthiopsis glauca var. herrei, coneguda anteriorment com Haworthia glauca var. herrei o Haworthia herrei, és una varietat de Haworthiopsis glauca del gènere Haworthia de la subfamília de les asfodelòidies.

## Descripció
Haworthiopsis glauca var. herrei és una petita suculenta que creix lentament fins a 15 cm d'alçada, que es ramifica a la base per formar massisses rosetes allargades. Les fulles són lanceolades, esteses, de color gris-verd a blau-verd, verticals amb les puntes punxegudes i tenen tubercles a la part inferior. Les flors són blanques, disposades en forma d'espiral en raïms i apareixen des de la primavera fins a la tardor sobre inflorescències de fins a 40 cm d’alçada.

## Distribució i hàbitat
L'àrea de distribució es troba entre Willowmore, Steytlerville i el sud-est cap a Port Elizabeth, a la província del Cap Oriental, Sud-àfrica. El tipus de localitat és a Campherpoort.
En el seu hàbitat, forma cúmuls, sovint amagats en densos arbustos que els protegeixen dels depredadors.

## Taxonomia
Haworthiopsis glauca var. herrei va ser descrita per (Poelln.) G.D.Rowley i publicat a Alsterworthia Int., Special Issue 10: 4, a l'any 2013).
Etimologia
Haworthiopsis: La terminació -opsis deriva del grec ὀψις (opsis), que significa 'aparença', 'semblant' per la qual cosa, Haworthiopsis significa "com a Haworthia", i que honora al botànic britànic Adrian Hardy Haworth (1767-1833).
glauca: epítet llatí que significa "aspre, escabrosa".
var. herrei: epítet en honor del botànic i expert en suculentes sud-africanes el Dr. Hans Herre (1925-1962).
Sinonímia
- Haworthia herrei Poelln., Repert. Spec. Nov. Regni Veg. 26: 24 (1929). Basiònim (Sinònim substituït)
- Haworthia glauca var. herrei (Poelln.) M.B.Bayer, Haworthia Handb.: 122 (1976).
- Haworthia reinwardtii var. herrei (Poelln.) Halda, Acta Mus. Richnov., Sect. Nat. 4(2): 41 (1997).[6]